# 李驤 (成漢)
李 驤（り じょう、? - 328年）は、五胡十六国時代成漢の宗室。字は玄龍。巴氐族（巴賨族）の出身であり、略陽郡臨渭県（現在の甘粛省秦安県の東南）の人。父は東羌猟将の李慕。兄は李輔・李特・李庠・李流。兄の李特に従って挙兵し、甥の李雄が成漢を建てると、建国の功臣として重職を歴任した。

## 生涯
武勇に優れていたという。
兄の李特が略陽・天水を初め6郡の民を引き連れて益州に移ると、李驤もまたこれに従った。
永寧元年（301年）、益州刺史羅尚が蜀の地にやって来ると、李特の命により、李驤は羅尚を出迎えて珍品宝物を貢いだ。羅尚は大いに喜んで李驤を騎督に任じた。
だが、李特と羅尚は流民の処遇で対立するようになると、羅尚配下の広漢郡太守辛冉は人を派遣して街道に立札を掛け、李特兄弟に重い懸賞金をかけた。李特はこれを知ると大いに驚き、立札を全て持ち去ると、李驤と共に内容を改変して「六郡の豪族である李・任・閻・趙・楊・上官及び氐族・叟族の侯王の首一つを送れば絹百匹を与えよう。」と書き換えた。流民達はこれを見ると大いに驚き、再び移住する気力も無かった為、尽く李特に帰順した。
李特が流民を従えて反乱を起こすと、李驤はこれに呼応して挙兵した。驍騎将軍に任じられ、征伐に赴いて幾度も戦功を立てた。
太安元年（302年）、李特の命により、李驤は李攀・任回・李恭と共に毗橋に駐軍して羅尚へ備えた。羅尚は迎撃に出るも、李驤はこれを破った。羅尚が再度数千人を派遣すると、李驤はまたこれを破って武器を奪い、敵の陣門を焼いた。羅尚は配下の張興を李驤軍に偽装投降させ、軍中の様子を観察させた。これにより李驤軍が二千人に満たないのを知ると、羅尚は精鋭一万人余りを李驤攻撃の為に派遣し、その陣営を夜襲した。これにより李攀は迎撃するも戦死し、李驤は将士とともに李流の陣営へ撤退したが、李流の兵を併せて体制を立て直すと、進んできた羅尚軍を迎撃して大いに破った。羅尚の兵で敗れて帰還できた者は十人のうち一、二人に過ぎなかった。
2月、羅尚は大軍を派遣して李特の陣営へ総攻撃を掛け、李特は大敗を喫して戦死したので、その弟の李流が後を継いだ。
3月、羅尚は督護常深を毗橋へ派遣し、さらに牙門左氾・黄訇・何沖を派遣して、三道から北営を攻撃した。李驤は李流と共に常深の陣を攻めてこれに勝ち、常深の士卒は四散した。何沖が北営を攻撃すると、営内にいた氐族の苻成と隗伯が呼応した。李驤らは軍を転進させて北営に入り、大勝した。苻成と隗伯は部衆を率いて羅尚の下に奔った。
その後、李流は成都に迫ったが、李特の嫡男である李蕩が傷を負って戦死した。李流は李特・李蕩が立て続けに戦死した上に、荊州刺史宗岱が孫阜と共に李流討伐を掲げて到来してきたので、非常に恐れた。太守李含が李流に降伏を勧めると、李流はこれに従おうとした。李驤は李雄と共に強く反対したが、李流はこれを認めなかった。李雄は独断で孫阜軍を攻撃するとこれに大勝し、宗岱も墊江で死去した為、荊州軍は撤退した。
9月、李流が病により亡くなると李特の子である李雄が後を継いだ。
李雄は配下の朴泰を派遣して偽装投降を仕掛け、羅尚配下の隗伯を郫城へ誘き寄せた。李驤は前もって兵を伏せており、隗伯の兵が近づいて来た所で襲撃し、大勝した。隗伯が逃走すると李驤は追撃を掛け、成都少城まで至ると、万歳を唱えて「郫城を攻略したぞ！」と城内に向かって叫んだ。少城の兵士たちは味方が帰還したと思い、李驤軍を城内に迎え入れた。羅尚は異変に気づいて成都太城に撤退したが、隗伯は重傷を負っており、生け捕りとなった。
その後、李驤は犍為に進んで羅尚の輸送路を断ち、犍為郡太守襲恢の首級を挙げた。さらに功曹楊渙を破って殺し、益州を攻撃して別駕許延を討ち取った。許延の妻である杜氏は美しかったので、李驤は彼女を妻として迎えようとした。杜氏は涙を流して夫の屍を守り「汝らは逆賊であり、無道にも人を殺しておきながら、久しく安寧に過ごせると思うな。我は杜家の女であり、どうして賊の妻になるというのか。何故に我を速やかに殺さないか」と罵ったので、李驤は怒って殺した。
建興元年（304年）10月、李雄が成都王を号すると、李驤は太傅に任じられた。
李雄は母の羅氏が亡くなると、彼女の為に三年の喪に服そうと考え、群臣は強く反対したが従わなかった。李驤は司空上官惇へ「未だ難は静まっていないから、我は強く諫めているが、主上は聞き入れず、終に諒闇に入ろうとしている。君ならこれをどうするかね。」と問うた。上官惇は「三年の喪とは、天子から庶人に至るまで行われておりました。故に孔子は三年の喪について『何必高宗、古之人皆然（それは何も殷の高宗だけに限ったことではない。昔の人は皆そうしたものだ）。』と語ったのです。しかしながら漢・魏の時代以来、天下は多難となって宗廟を保つ事がより重大となり、久しく安定を保つ事が難しくなりました。故に喪服は解かれるようになり、ただ哀しみを表すのみとなりました」と答えると、李驤は「任回がもうすぐこちらに到着する。この人が行事を決定しており、上がその発言に反対する所を見た事が無い。到着を待った上で、共に請うことにする」と言った。任回が到着すると、李驤は共に参内し、冠を脱ぎ涙を流して固く諌めたが、李雄は号泣するもこれを許そうとしなかった。任回は膝いてから進み出て「今、王業は創建されたばかりであり、数多の勢力が同じく草創の時にあります。一日でも主がいなければ、天下は恐れおののくことでしょう。昔、武王は素甲のままで兵を指揮し、晋の襄公は黒の喪服を着けて戎に従いました。これは自分の願うところだったものではなく、天下の為に己の意を犠牲にしたものです。願わくば陛下には私情を捨てて臨機に応じ、天下を永く保たますように」と言い、李雄を助け起こした。これにより、李雄は喪服を解き、再び親政を始めた。
晏平4年（309年）11月、李驤は李雲・李璜と共に梓潼を攻撃したが、敗れて李雲と李璜が戦死した。
玉衡元年（311年）1月、李驤は涪へ侵攻し、これを陥落させて梓潼郡太守譙登を捕らえた。さらに、李始と共に軍を進めて巴西を攻め落とし、文碩を殺害した。これにより、巴西・梓潼はこ尽く成漢の領土となった。
梁州刺史李鳳が李雄の兄の李蕩の子である李稚と対立して巴西で挙兵すると、李雄は李驤を太傅の職務のままで大将軍に任じ、李鳳討伐を命じた。李驤は敵軍を撃破して李鳳を討ち取った。功績により李驤の子である李寿は前将軍・督巴西軍事に任じられた。
玉衡13年（323年）、李驤は越巂と朱提を攻撃し、越巂郡太守李釗を降伏させた。さらに進軍して寧州刺史王遜を攻めると、王遜は部下の姚岳に全軍を与えて迎え撃たせた。李驤は次第に劣勢となり、数日前から降り続いた雨の影響もあり、軍を戻して退却を始めた。姚岳がこれを追撃すると、李驤の兵は先を争って瀘水を渡ろうとし、溺死者が多発した。姚岳は瀘水まで出たところで引き返した。
後に都督中外諸軍事・大将軍・領中護軍・西夷校尉・録尚書事に進められた。
玉衡14年（324年）、李雄は李蕩の子である李班を太子に立てようとした。李雄には子が十人余りいたので、群臣は李雄の子を立てるように請うたが、李雄は聞き入れなかった。李驤は司徒王達と共に諌め「嫡統に簒奪の萌芽が起こることは防がなければなりません。呉子はその子を捨てて弟を立てたために専諸による禍を招くこととなり、宋の宣公は與夷を立てずに穆公を立てたことから宋督の変事を招いたのです。願わくば陛下には深くこの事を考えて頂きますよう」と言ったが、李雄は従わずに李班を太子に立てた。李驤は退出すると涙を流して「これ以降乱が始まる」と言ったという。
玉衡18年（328年）冬、李驤は亡くなった。相国を追贈され、漢献王と諡された。子の李寿は大将軍・西夷校尉に任じられた。
後に李寿が帝位につくと、献皇帝と追尊された。